# Ceranisus semitestaceus
Ceranisus semitestaceus är en stekelart som beskrevs av Victor Ivanovitsch Motschulsky 1863. Ceranisus semitestaceus ingår i släktet Ceranisus och familjen finglanssteklar.
Artens utbredningsområde är Sri Lanka. Inga underarter finns listade.